# Norské královské námořnictvo
Norské královské námořnictvo je námořní složkou ozbrojených sil Norska. Tvoří ho námořnictvo, pobřežní stráž a pobřežní dělostřelectvo. Mezi úkoly námořnictva patří obrana norské suverenity, ochrana rybolovu a ekonomických zájmů země v jejích vodách, vyhledávání a záchranné operace a ochrana životního prostředí. K roku 2010 námořnictvo tvořilo 5 těžkých fregat (jedna se potopila po srážce s tankerem), 6 raketových hlídkových člunů, 6 diesel-elektrických ponorek, 6 minolovek a řada dalších lodí. Pobřežní stráž disponuje dalšími 15 plavidly.

## Složení

### Fregaty

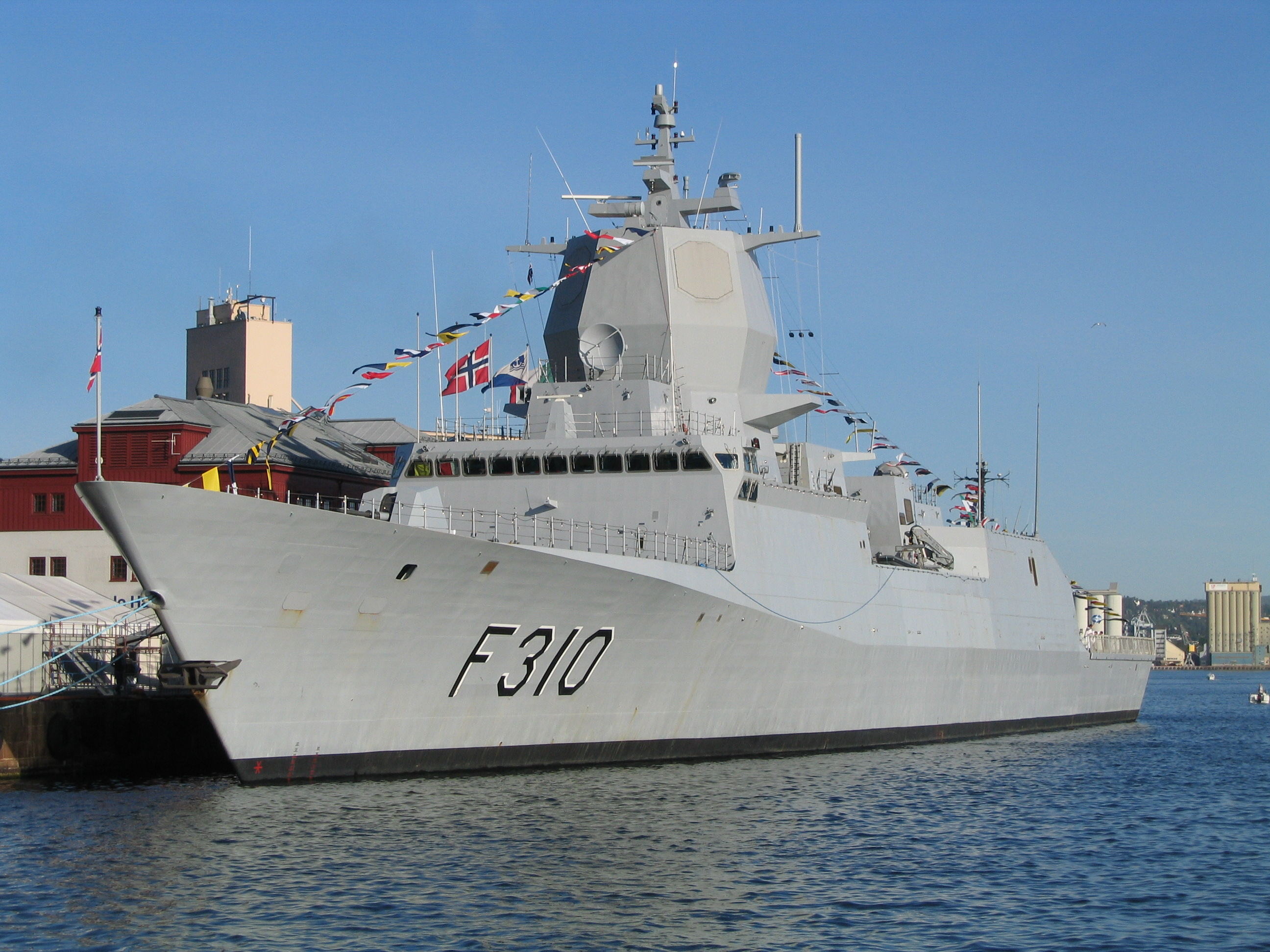
Fregata Fridtjof Nansen (F310)

- Třída Fridtjof Nansen
  - Fridtjof Nansen (F310)
  - Roald Amundsen (F311)
  - Otto Sverdrup (F312)
  - Thor Heyerdahl (F314)

### Hlídkové lodě

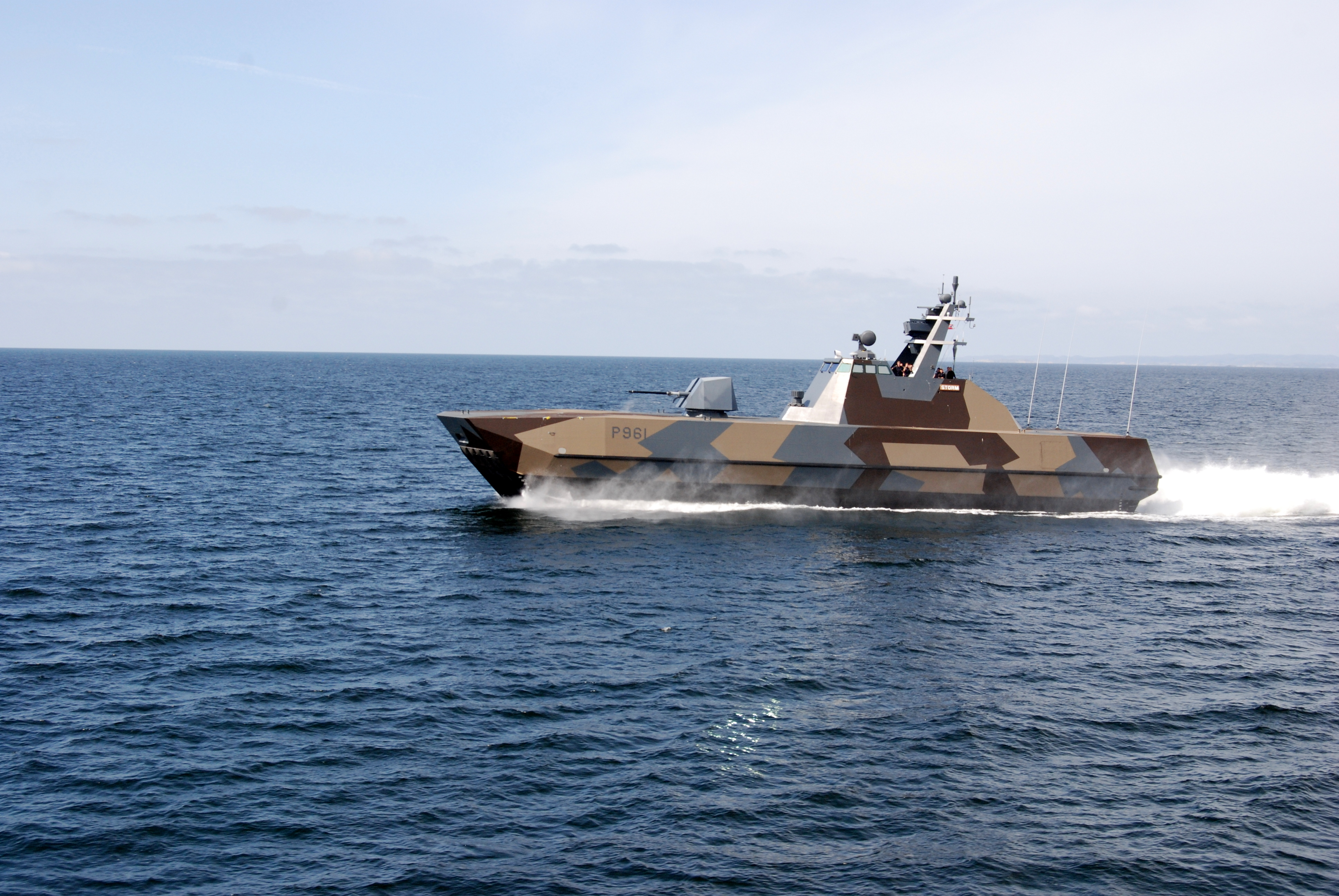
Hlídkový člun třídy Skjold

- Třída Skjold
  - Skjold (P960)
  - Storm (P961)
  - Skudd (P962)
  - Steil (P963)
  - Glimt (P964)
  - Gnist (P965)

- Třída Reine
  - Olav Tryggvason (A536)
  - Magnus Lagabøte (A537)

- Combat Boat 90

### Ponorky

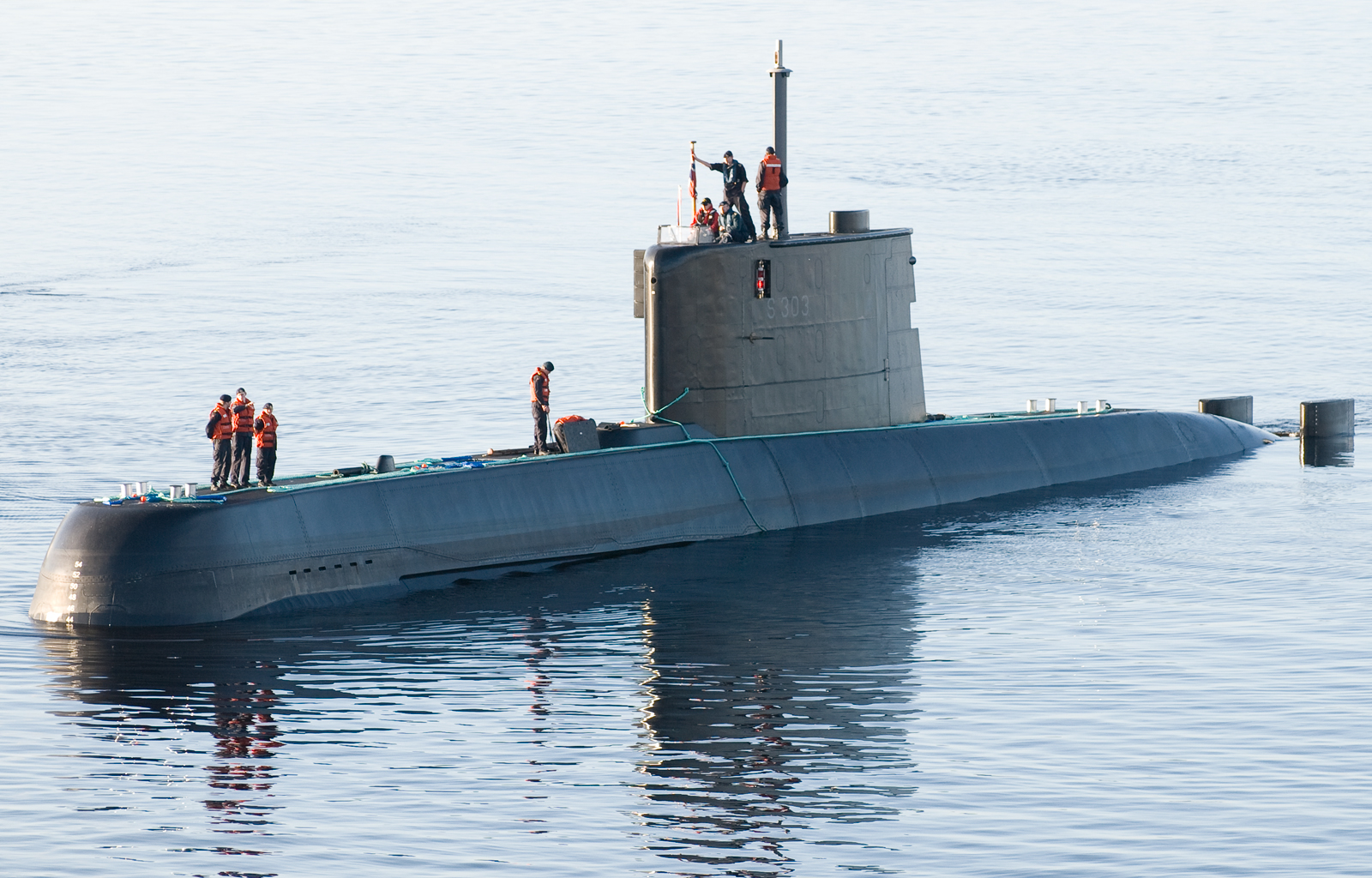
Ponorka třídy Ula

- Třída Ula
  - Ula (S300)
  - Utsira (S301)
  - Utstein (S302)
  - Utvær (S303)
  - Uthaug (S304)
  - Uredd (S305)

### Minolovky

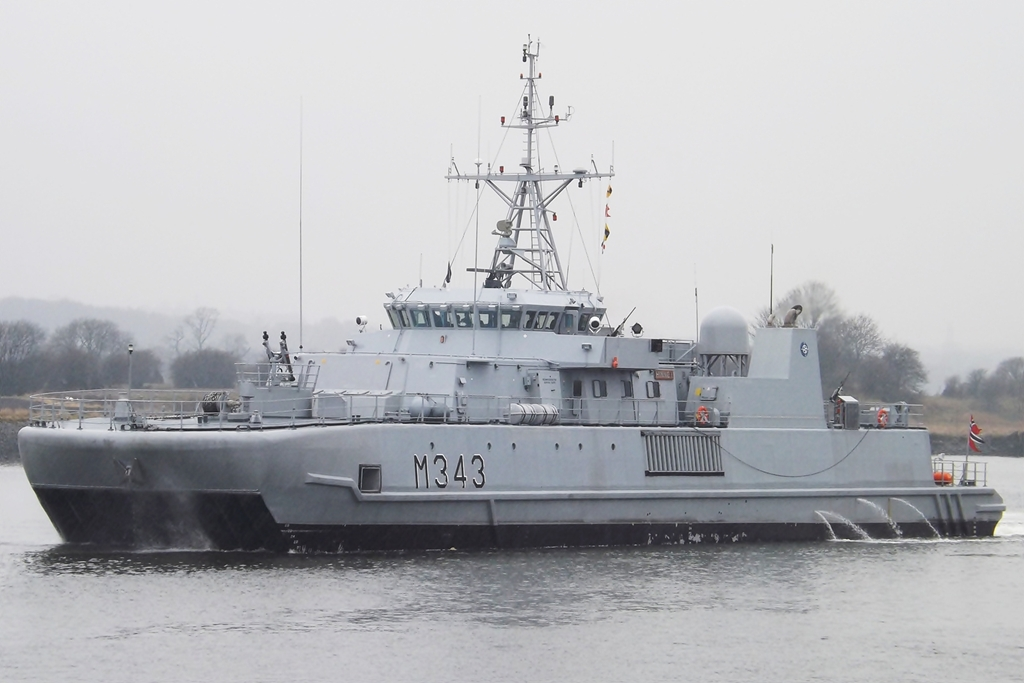
Minolovka Hinnøy

- Třída Alta (3 ks)
- Třída Oksøy (3 ks)
- Tyr (N50)

### Pomocné lodě
- Maud (A530) – zásobovací tanker typu AEGIR
- Valkyrien (A535) – pomocná loď[1]

### Královská jachta
- Norge

## Plánované akvizice
- Typ 212CD (4 ks) – Ponorky modernizované verze typu 212.
- Fregaty – Náhrada třídy Fridtjof Nansen. Výběr roku 2024 zúžen na čtyři konstrukce: britský Typ 26 Glasgow, francouzskou třídu Amiral Ronarc'h, německou třídu Niedersachsen (F126) a americkou třídu Constellation.[2]
- Třída Jan Mayen (3 ks) – Oceánská hlídková loď, pobřežní stráž.

- 10 větších a 18 menších víceúčelových podpůrných lodí[3]

## Pobřežní stráž

Výlučná ekonomická zóna Norska

Norská pobřežní stráž (Kystvakten) je složkou norského námořnictva. Mezi její úkoly patří ochrana výsostných vod, kontrola námořní plavby a rybolovných oblastí, záchranné operace atd. Tvoří ji především různé typy hlídkových lodí, přičemž disponuje i svým prvním hlídkovým plavidlem se schopnostmi ledoborce – Svalbard (W303). V roce 2015 měla celkem 15 plavidel.